# Puchar Europy Mistrzyń Krajowych siatkarek (1961/1962)
Puchar Europy Mistrzyń Krajowych 1962 – 2. sezon Pucharu Europy Mistrzyń Krajowych rozgrywanego od 1960 roku, organizowanego przez Europejską Konfederację Piłki Siatkowej (CEV) w ramach europejskich pucharów dla żeńskich klubowych zespołów siatkarskich "starego kontynentu".

## Drużyny uczestniczące
- Burewisnyk Odessa
- Olimpia Wiedeń
- Tatran Střešovice
- Petofi Budapeszt
- Rotation Leipzig
- Dinamo Bukareszt
- Partizan Belgrad
- Tourcoing LM
- Legia Warszawa
- Slavia Praga

## Rozgrywki

### Runda wstępna
| Data       | Drużyna 1        | Wynik | Drużyna 2         | Sety              |
| ---------- | ---------------- | ----- | ----------------- | ----------------- |
|            | Olimpia Wiedeń   |       | Tatran Střešovice |                   |
| 17.02.1962 | Olimpia Wiedeń   | 0:3   | Tatran Střešovice | 1:15, 1:15, 0:15  |
|            |                  |       |                   |                   |
| 06.02.1962 | Petofi Budapeszt | 0:3   | Rotation Leipzig  | 1:15, 6:15, 12:15 |
| 20.02.1962 | Petofi Budapeszt |       | Rotation Leipzig  |                   |

### Faza grupowa

#### Grupa A
Tourcoing
Tabela
| Lp. | Drużyna           | Pkt | Mecze | Mecze | Mecze | Sety | Sety | Sety  |
| Lp. | Drużyna           | Pkt | M     | W     | P     | wyg. | prz. | ratio |
| --- | ----------------- | --- | ----- | ----- | ----- | ---- | ---- | ----- |
| 1   | Burewisnyk Odessa | 6   | 3     | 3     | 0     | 9    | 0    | MAX   |
| 2   | Dinamo Bukareszt  | 3   | 2     | 1     | 1     | 3    | 3    | 1.000 |
| 3   | Partizan Belgrad  | 2   | 2     | 0     | 2     | 0    | 6    | 0.000 |
| 4   | Tourcoing LM      | 1   | 1     | 0     | 1     | 0    | 3    | 0.000 |

Wyniki
| Data       | Drużyna 1         | Wynik | Drużyna 2        | Sety                    |
| ---------- | ----------------- | ----- | ---------------- | ----------------------- |
| 12.04.1962 | Burewisnyk Odessa | 3:0   | Partizan Belgrad |                         |
| 12.04.1962 | Dinamo Bukareszt  |       | Tourcoing LM     |                         |
|            |                   |       |                  |                         |
| 13.04.1962 | Burewisnyk Odessa | 3:0   | Dinamo Bukareszt |                         |
| 13.04.1962 | Partizan Belgrad  |       | Tourcoing LM     |                         |
|            |                   |       |                  |                         |
| 14.04.1962 | Burewisnyk Odessa | 3:0   | Tourcoing LM     | 15:4, 15:3, 15:4        |
| 14.04.1962 | Dinamo Bukareszt  | 3:0   | Partizan Belgrad | 15:7, 15:4, 17:19, 15:5 |

#### Grupa B
Sofia
Tabela
| Lp. | Drużyna           | Pkt | Mecze | Mecze | Mecze | Sety | Sety | Sety  |
| Lp. | Drużyna           | Pkt | M     | W     | P     | wyg. | prz. | ratio |
| --- | ----------------- | --- | ----- | ----- | ----- | ---- | ---- | ----- |
| 1   | Slavia Sofia      | 6   | 3     | 3     | 0     | 9    | 0    | MAX   |
| 2   | Legia Warszawa    | 5   | 3     | 2     | 1     | 6    | 5    | 1.200 |
| 3   | Rotation Leipzig  | 4   | 3     | 1     | 2     | 6    | 6    | 1.000 |
| 4   | Tatran Střešovice | 3   | 3     | 0     | 3     | 1    | 9    | 0.111 |

Wyniki
| Data       | Drużyna 1        | Wynik | Drużyna 2         | Sety                             |
| ---------- | ---------------- | ----- | ----------------- | -------------------------------- |
| 16.03.1962 | Legia Warszawa   | 3:2   | Rotation Leipzig  | 17:15, 15:13, 13:15, 11:15, 15:4 |
| 16.03.1962 | Slavia Sofia     | 3:0   | Tatran Střešovice | 16:14, 15:12, 15:12              |
|            |                  |       |                   |                                  |
| 17.03.1962 | Legia Warszawa   | 3:0   | Tatran Střešovice | 15:11, 15:11, 15:6               |
| 17.03.1962 | Slavia Sofia     | 3:0   | Rotation Leipzig  | 16:14, 15:6, 15:11               |
|            |                  |       |                   |                                  |
| 18.03.1962 | Rotation Leipzig | 3:1   | Tatran Střešovice | 15:6, 10:15, 15:5, 15:11         |
| 18.03.1962 | Slavia Sofia     | 3:0   | Legia Warszawa    | 15:13, 17:15, 17:15              |

### Finał
| Data       | Drużyna 1    | Wynik | Drużyna 2         | Sety                    |
| ---------- | ------------ | ----- | ----------------- | ----------------------- |
| 28.04.1962 | Slavia Sofia | 1:3   | Burewisnyk Odessa | 9:15, 5:15, 15:13, 2:15 |
| 05.05.1962 | Slavia Sofia | 0:3   | Burewisnyk Odessa | 16:18, 14:16, 8:15      |

## Klasyfikacja końcowa
| Miejsce | Drużyna           |
| ------- | ----------------- |
| złoto   | Burewisnyk Odessa |
| srebro  | Slavia Sofia      |
| 3-4.    | Legia Warszawa    |
| 3-4.    | Dinamo Bukareszt  |